# Fayette (Maine)
Fayette ist eine Town im Kennebec County des Bundesstaates Maine in den Vereinigten Staaten. Im Jahr 2020 lebten dort 1160 Einwohner in 740 Haushalten auf einer Fläche von 81,61 km².

## Geografie
Nach dem United States Census Bureau hat Fayette eine Gesamtfläche von 81,61 km², von denen 75,5 km² Land sind und 6,06 km² aus Gewässern bestehen.

### Geografische Lage
Fayette liegt im Nordwesten des Kennebec Countys und grenzt im Norden an das Franklin County und im Westen an das Androscoggin County. Im Osten grenzen mehrere größere Seen an, im Norden der Parker Pond und der David Pond, nach Süden schließen dann der Echo Lake und der Lovejoy Pond an. Weitere kleinere Seen wie der Tilton Pond und der Hales Pond liegen verteilt über das Gebiet der Town. Die Oberfläche ist hügelig, die höchste Erhebung ist der 262 m hohe Fayette Ridge.

### Nachbargemeinden
Alle Entfernungen sind als Luftlinien zwischen den offiziellen Koordinaten der Orte aus der Volkszählung 2010 angegeben.
- Norden: Chesterville, Franklin County, 5,8 km
- Nordosten: Mount Vernon, 11,9 km
- Südosten: Readfield, 13,6 km
- Süden: Wayne, 3,4 km
- Westen: Livermore Falls, Androscoggin County, 8,5 km
- Nordwesten: Jay, Franklin County, 15,4 km

### Stadtgliederung
In Fayette gibt es mehrere Siedlungsgebiete: Fayette, Fayette Corner, Fayette Mills, North Fayette, Richmond Mill, Sanderson Corners und Twelve Corners.

### Klima
Die mittlere Durchschnittstemperatur in Fayette liegt zwischen −7,2 °C (19 °Fahrenheit) im Januar und 20,6 °C (69 °Fahrenheit) im Juli. Damit ist der Ort gegenüber dem langjährigen Mittel der USA um etwa 6 Grad kühler. Die Schneefälle zwischen Oktober und Mai liegen mit bis zu zweieinhalb Metern mehr als doppelt so hoch wie die mittlere Schneehöhe in den USA; die tägliche Sonnenscheindauer liegt am unteren Rand des Wertespektrums der USA.

## Geschichte
Fayette wurde ab dem Jahr 1779 besiedelt. Den Land-grant für das Gebiet erhielten Robert Page und Mitstreiter vom Bundesstaat Massachusetts. Zunächst wurde das Gebiet Starling Plantation genannt. Zur Town organisiert wurde Fayette am 28. Februar 1795 und der Name stammte vom französischen Offizier Marie-Joseph Motier, Marquis de La Fayette, der auf der Seite der Amerikaner im Amerikanischen Unabhängigkeitskrieg teilgenommen hatte.
Im Jahr 1802 wurden Gebiete an das benachbarte Mount Vernon abgegeben.

### Einwohnerentwicklung
| Volkszählungsergebnisse – Town of Fayette, Maine | Volkszählungsergebnisse – Town of Fayette, Maine | Volkszählungsergebnisse – Town of Fayette, Maine | Volkszählungsergebnisse – Town of Fayette, Maine | Volkszählungsergebnisse – Town of Fayette, Maine | Volkszählungsergebnisse – Town of Fayette, Maine | Volkszählungsergebnisse – Town of Fayette, Maine | Volkszählungsergebnisse – Town of Fayette, Maine | Volkszählungsergebnisse – Town of Fayette, Maine | Volkszählungsergebnisse – Town of Fayette, Maine | Volkszählungsergebnisse – Town of Fayette, Maine |
| Jahr                                             | 1800                                             | 1810                                             | 1820                                             | 1830                                             | 1840                                             | 1850                                             | 1860                                             | 1870                                             | 1880                                             | 1890                                             |
| ------------------------------------------------ | ------------------------------------------------ | ------------------------------------------------ | ------------------------------------------------ | ------------------------------------------------ | ------------------------------------------------ | ------------------------------------------------ | ------------------------------------------------ | ------------------------------------------------ | ------------------------------------------------ | ------------------------------------------------ |
| Einwohner                                        | 532                                              | 804                                              | 824                                              | 1049                                             | 1016                                             | 1085                                             | 910                                              | 900                                              | 765                                              | 649                                              |
| Jahr                                             | 1900                                             | 1910                                             | 1920                                             | 1930                                             | 1940                                             | 1950                                             | 1960                                             | 1970                                             | 1980                                             | 1990                                             |
| Einwohner                                        | 560                                              | 533                                              | 523                                              | 396                                              | 438                                              | 397                                              | 328                                              | 447                                              | 812                                              | 855                                              |
| Jahr                                             | 2000                                             | 2010                                             | 2020                                             | 2030                                             | 2040                                             | 2050                                             | 2060                                             | 2070                                             | 2080                                             | 2090                                             |
| Einwohner                                        | 1040                                             | 1140                                             | 1160                                             |                                                  |                                                  |                                                  |                                                  |                                                  |                                                  |                                                  |

## Kultur und Sehenswürdigkeiten

### Bauwerke
In Fayette wurden drei Objekte unter Denkmalschutz gestellt und ins National Register of Historic Places aufgenommen.
- Das Kent Burying Ground wurde 2008 unter Denkmalschutz gestellt und unter der Register-Nr. 08001254[10]
- Die Starling Grange wurde 2016 unter Denkmalschutz gestellt und unter der Register-Nr. 16000136[11]
- Das Joseph H. Underwood House wurde 2005 unter Denkmalschutz gestellt und unter der Register-Nr. 05001470[12]

## Wirtschaft und Infrastruktur

### Verkehr
Die Maine State Route 17 verläuft von Nordwesten nach Südosten durch Fayette und verbindet Fayette mit Livermore Falls und Augusta.

### Öffentliche Einrichtungen
Es gibt keine medizinischen Einrichtungen oder Krankenhäuser in Farmingdale. Die nächstgelegenen befinden sich in Canton, Whinthrop und Augusta.
Die Underwood Memorial Library befindet sich in der Maine Street in Fayette.

### Bildung
In Fayette gibt es mit der  Fayette Central School eine Gemeindeschule, die Klassen von Pre-Kindergarten bis zum 5. Schuljahr. Weiterführende Schulen werden im Schulbezirk angeboten.